# Томское (Томская область)
То́мское — село в Томском районе Томской области. Входит в состав Итатского сельского поселения.
Село приблизительно в 64 км от Томска. Рядом проходит железная дорога Тайга—Белый Яр.

## История
Населённый пункт основан в 1961 году как жилой городок (т. н. площадка N° 10) воинской части РВСН на месте бывшего исправительного лагеря, первоначально предназначался для проживания семей офицеров и носил кодовые названия Итатка-2 и Томск-43. В окрестностях имелось несколько площадок для размещения ракет Р-16 наземного базирования. Часть из этих площадок находятся на территории Томского, а часть на территории Асиновского района. Несколько лет спустя ракеты были сняты с боевого дежурства, а в 1990 году расформирована и сама воинская часть. Жилые дома, как и другие объекты инфраструктуры были заброшены. Несколько лет спустя городок был передан в ведение гражданских властей и получил нынешнее название.

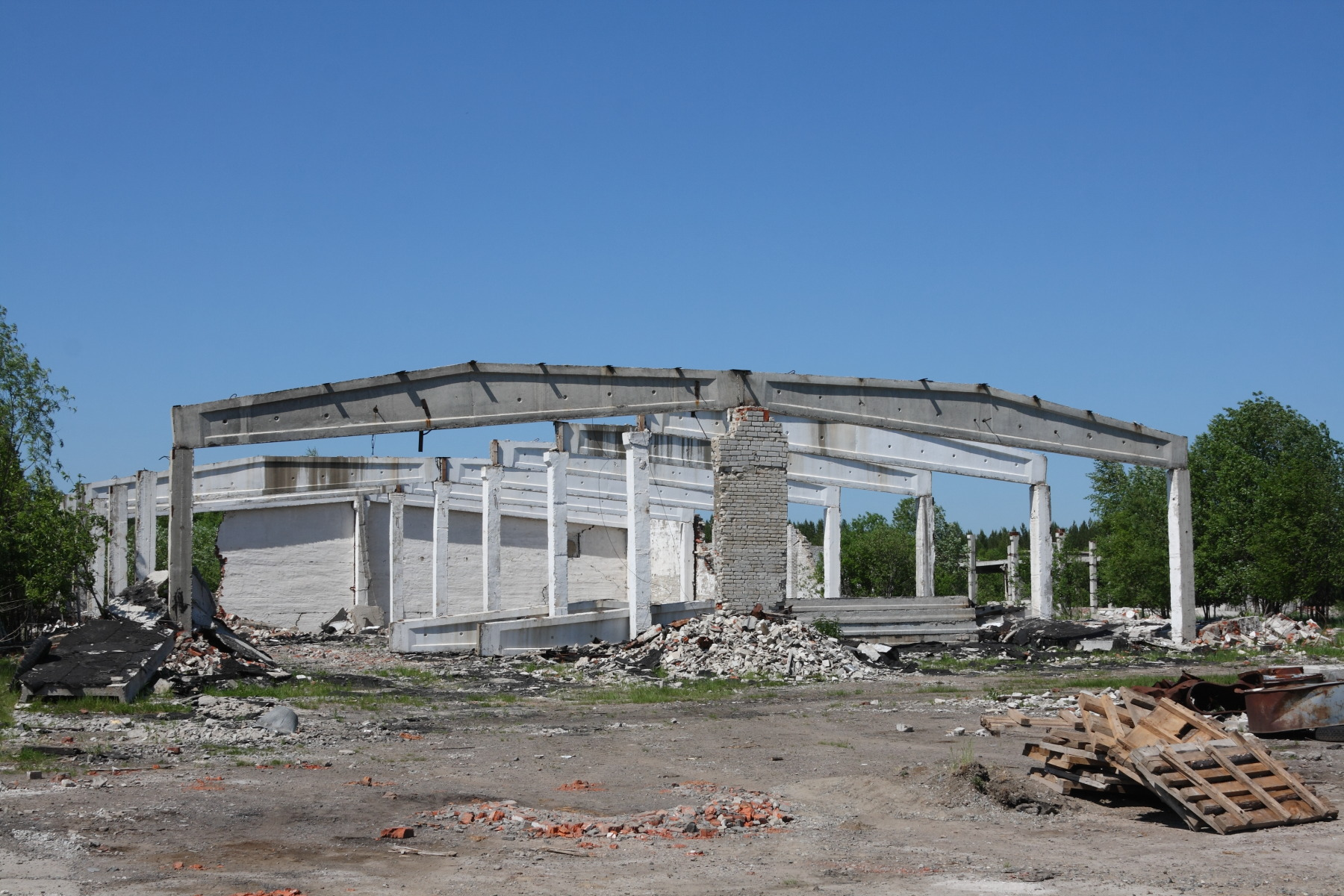
Остатки воинской части

В селе в 2008 году началось строительство ЛПК «Зелёная фабрика», которое, однако, впоследствии было заморожено из-за проблем с финансированием. В настоящее время работает детский садик, школа и дом милосердия. В 2012 году «Зелёная фабрика» была выкуплена управляющей компанией ОАО «Бинбанк», которая собиралась возобновить проект и построить на первом этапе комплекс деревообрабатывающих предприятий. Проект планировалось завершить в 2015 году совместными усилиями «Бинбанка» и ВЭБ.

## Население
| 2002 | 2008 | 2009  | 2010 | 2011 | 2012 | 2013 |
| ---- | ---- | ----- | ---- | ---- | ---- | ---- |
| 701  | ↗778 | ↗805  | ↗836 | →836 | ↘806 | ↗831 |
| 2014 | 2015 | 2021  |      |      |      |      |
| ↘812 | ↗816 | ↗1033 |      |      |      |      |